# Leptogaster distincta
Leptogaster distincta là một loài ruồi trong họ Asilidae. Leptogaster distincta được Schiner miêu tả năm 1867. Loài này phân bố ở vùng Tân nhiệt đới.